# Jørgen Nash
Jørgen Nash (* 16. März 1920 in Vejrum, Jütland, Dänemark; † 17. Mai 2004) war ein dänischer Bildhauer, Maler, Mitglied der Künstlervereinigung CoBrA und der Situationistischen Internationale.

## Leben und Werk
Nash wurde als Jørgen Axel Jørgensen geboren und änderte seinen Familiennamen von Jørgensen zu Nash. Er war der Bruder von Asger Jorn. Nash war drei Mal verheiratet (seine dritte Ehefrau war Lis Zwick) und hatte insgesamt sechs Kinder. Seit 1961 lebte Jørgen Nash im Künstlerkollektiv Drakabygget bei Örkelljunga in Schweden.
Nash enthauptete am 24. April 1964 das Wahrzeichen Kopenhagens, die Kleine Meerjungfrau. Die Medien berichteten überregional über die Geschichte des „Mordes“ an der kleinen Meerjungfrau. Erst Jahrzehnte später gestand er die Tat in seiner Autobiografie En havfruemorder krydser sit spor („Ein Meerjungfrauen-Mörder kreuzte seinen Weg“).